# Freddie Jackson
Frederick Anthony Jackson (Manhattan, 2 ottobre 1956) è un cantante statunitense.

## Biografia
Freddie Jackson è nato a Manhattan nel 1956. Da bambino faceva parte del coro della White Rock Baptist Church di Harlem. Terminati gli studi, Jackson entrò nei Laurence Jones Ensemble e suonò nei locali notturni di New York. Alla fine degli anni settanta si trasferì nella West Coast ed entrò nei Mystic Merlin, gruppo disco-funk che pubblicò tre album nei primi anni ottanta. Poco più tardi tornò a New York per lavorare come corista.
Jackson esordì da solista con l'album di successo Rock Me Tonight (1985), uscito per la Capitol Records. Ebbero altrettanta fortuna i singoli in esso contenuti, specialmente la title-track e You Are My Lady, entrambi giunti al primo posto della classifica R&B. Il secondo album Just Like the First Time contiene anch'esso diversi singoli da primo posto in classifica, tra cui A Little Bit More, un duetto con Melba Moore.
Nel 1989 l'artista fece una comparsa in un episodio di Cuori senza età e interpretò, assieme a Irene Cara, il brano Love Survives, utilizzato nel film Charlie - Anche i cani vanno in paradiso. Nel 1990 interpreta se stesso in una breve comparsa nel film King of New York di Abel Ferrara.
I lavori pubblicati dal 1988 in poi non raggiunsero i risultati di vendita dei precedenti, pur riuscendo a entrare nelle classifiche.
Nel 1993 Jackson si allontanò dalla Capitol per venire scritturato dalla RCA.

## Discografia

### Da solista

#### Album in studio
- 1985 – Rock Me Tonight
- 1986 – Just Like the First Time
- 1988 – Don't Let Love Slip Away
- 1990 – Do Me Again
- 1992 – Time for Love
- 1994 – Here It Is
- 1994 – At Christmas
- 1995 – Private Party
- 1999 – Life After 30
- 2004 – It's Your Move
- 2005 – Personal Reflections
- 2006 – Transitions
- 2010 – For You
- 2018 – Love Signals

### Nei gruppi

#### Nei Mystic Merlin

##### Album in studio
- 1982 – Full Moon